# Василівська сільська рада (Бобринецький район)
| Василівська сільська рада — колишній орган місцевого самоврядування у Бобринецькому районі Кіровоградської області з адміністративним центром у с. Василівка. Сільській раді були підпорядковані населені пункти: - с. Василівка - с. Береславка - с. Никонорівка - с. Новогомельське |

## Склад ради
Рада складалася з 14 депутатів та голови.

### Керівний склад ради
| ПІБ                      | Основні відомості                                                                       | Дата обрання | Дата звільнення |
| ------------------------ | --------------------------------------------------------------------------------------- | ------------ | --------------- |
| Сагун Олександр Іванович | Сільський голова, 1971 року народження, освіта                                          | 26.03.2006   | 01.11.2007      |
| Курач Валентин Петрович  | Сільський голова, 1971 року народження, освіта, безпартійний                            | 16.03.2008   | 31.10.2010      |
| Курач Валентин Петрович  | Сільський голова, 1971 року народження, освіта середня спеціальна, член Партії регіонів | 31.10.2010   |                 |

Примітка: таблиця складена за даними джерела

## Населення
Згідно з переписом УРСР 1989 року чисельність наявного населення села становила 1205 осіб, з яких 538 чоловіків та 667 жінок.
За переписом населення України 2001 року в селі мешкали 692 особи.

### Мова
Розподіл населення за рідною мовою за даними перепису 2001 року:
| Мова       | Відсоток |
| ---------- | -------- |
| українська | 97,69 %  |
| молдовська | 1,16 %   |
| російська  | 0,87 %   |
| вірменська | 0,14 %   |